# Royaume de Dendi
Pour les articles homonymes, voir Dendi.
1591–1901
Entités précédentes :
- Empire songhaï

Entités suivantes :
- Afrique-Occidentale française
- Soudan français

Le royaume de Dendi (1591–1901) était un État d'Afrique de l'Ouest, situé sur le territoire de l'actuel Niger, fondé par les Songhaï après la chute de leur empire. Il fut conquis par la France en 1901.

## Origines
Après la défaite de l'empire songhaï à la bataille de Tondibi, infligée par la dynastie marocaine des Saadiens, les askias, dynastie régnante des songhaï, fuient la ville de Gao à l'approche des Saadiens. Ils se réfugient dans leur région d'origine, le Dendi, située près de la frontière entre les actuels Niger et Bénin. Les songhaï se réorganisent sous Askia Nouhou et une nouvelle capitale est établie à Loulami. Ils reprennent les traditions de l'empire songhaï, notamment religieuses.

## Conflit avec les Saadiens
On ne dispose que de peu d'informations pour la période comprise entre 1591 et la fin du XVIIIe siècle, moment du règne de Hanga sur le royaume de Dendi. En 1609, la cité (aujourd'hui malienne) de Djenné se révolte, avec l'aide du royaume de Dendi, contre les gouverneurs (« pachas ») mis en place par les Saadiens. Ces derniers reprennent la ville, mais, faute d'aide de la part de l'État chérifien, ils abandonnent peu après le contrôle de la zone aux nomades Touaregs et Peuls.
En 1612, Askia al-Amin arrive au pouvoir au Dendi. Son court règne de six ans est suivi de celui d'Askia Dawud II ; ce dernier tue beaucoup de gens, y compris des proches et des militaires. Son frère, Askia Ismail II, fuit à Tombouctou et cherche le soutien des Saadiens pour renverser al-Amin. Il retourne au Dendi et dépose son frère en 1639. Il essaie ensuite de renvoyer l'armée étrangère mais est écarté à son tour par les Saadiens, au profit d'un dirigeant plus accommodant. Ce dernier est lui-même renversé par le peuple songhaï dès le départ des troupes marocaines.

## Déclin
Le royaume de Dendi se continue pendant encore deux siècles et demi, connaissant des règnes instables, des coups et des contre-coups d'État. Lorsque la France arrive dans la région dans les années 1890, le Dendi n'est pas prêt à combattre. Les Français colonisent la région, mettant fin au contrôle songhaï sur le Mali et le Niger.